# Gamborg

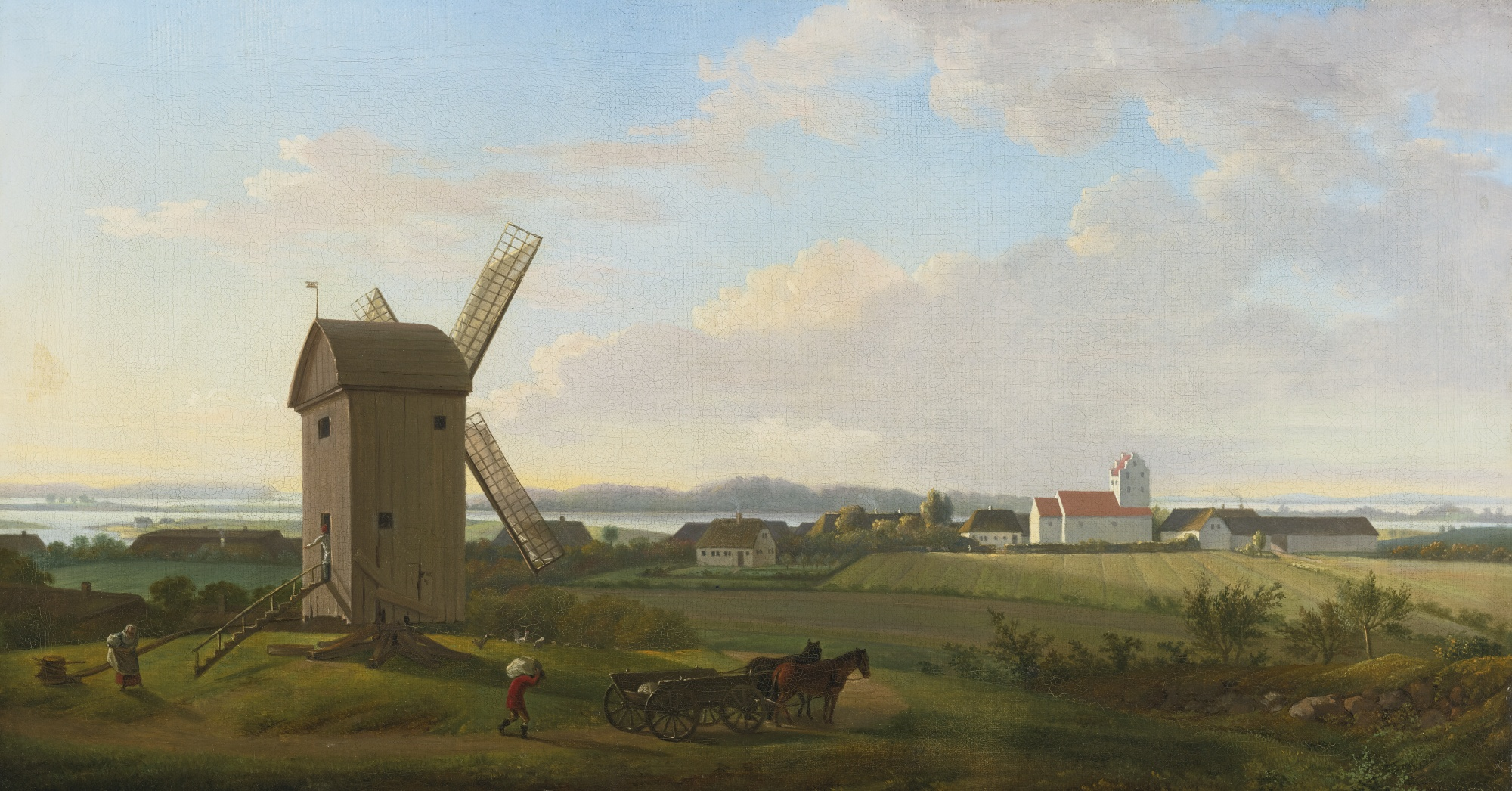
Utsigt till Gamborg på Fyn av Jens Juel.
Byn ses från norr med Føns Vang och Svinø i bakgrunden,
slutet av 1700-talet eller början av 1800-talet.

Gamborg är en socken, en by och en tidigare borg i Middelfarts kommun på Fyn.
Gamborg finns, som kungaborgen Gamlelborrig, omnämnt första gången 1286. Det sägs att borgen Gamborg, som låg omedelbart väster om byn Gamborg, 1357 ska ha belägrats av trupper från Holstein och av adelsmän från Jylland, som gjort uppror, men att den blivit undsatt av Valdemar Atterdag. Borgen har senare brunnit och vallarna och vallgravarna utplånats på 1800-talet.
Gomborgs socken har idag 454 invånare.

## Svinø
Söder om byn Gamborg ligger den omkring 80 hektar stora tidigare ön Svinø, som troligen fått sitt namn efter danskans "marsvin" (Vanlig tumlare). Sådan har jagats in i den grunda Gamborgfjorden mellan ön och Fyn mot stranden längst ut på öns nordvästra sida, där det har rests en minnessten. Valfångsten i Gamborg Fjord finns dokumenterad redan från 1357, genomförd av fångstmän från Middelfart ända till 1890-talet. År 1788 ordnades landförbindelse genom dämningar i regi av ägarna till godset Wedellsborg, vilket också ökade landytan med 56 hektar.

## Gamborg kirke
Kyrkan, som ligger på en höjd i norra delen av byn, har ett romanskt kor och skepp, och är byggd av natursten och kvadersten på en granitsockel. Den ursprungliga byggnaden förlängdes tidigt med tio meter västerut
Ett torn har tillbyggts under senmedeltid. Ett tidigare vapenhus har ersatts med en ingång genom tornet.
På var sida om dörren till kapellet finns gravstenar över klockaren i Gamborg Jørgen Jørgensen (1724-96) och hans hustru Elizabeth Wilhelmina Juel (1725-99), vilka var föräldrar till konstnären Jens Juel. 
Gamborgs kyrka ingår i Kauslunde-Gamborg pastorat. Den restaurerades 1993-96.